# Neosemidalis fulvinervosa
Neosemidalis fulvinervosa är en insektsart som först beskrevs av Peter Esben-Petersen 1918. 
Neosemidalis fulvinervosa ingår i släktet Neosemidalis och familjen vaxsländor. Inga underarter finns listade i Catalogue of Life.